# Tim Noble und Sue Webster

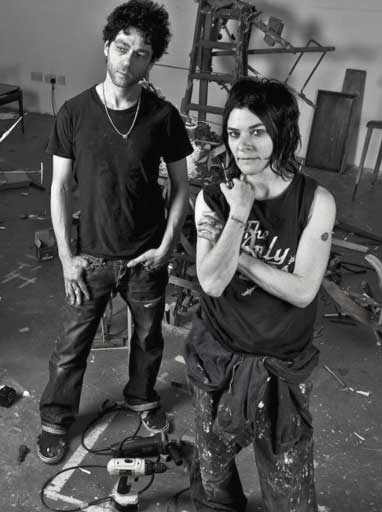
Tim Noble und Sue Webster
2011 in ihrem Studio

Tim Noble (* 1966) und Sue Webster (* 1967) sind britische Künstler, die seit 1996 zusammenarbeiten und gemeinhin mit der Post YBA-Generation von Künstlern in Verbindung gebracht werden.

## Früher Werdegang
Tim Noble besuchte einen Grundkurs am Cheltenham Art College (heute University of Gloucester) und Sue Webster an der Leicester Polytechnic (heute De Montfort University). Sie trafen sich 1986 als Kunststudenten an der Nottingham Trent University. Gemeinsame Interessen und ihr Musikgeschmack machte sie zuerst nur zu guten Freunden.
Nach Abschluss des Studiums 1989 zogen beide nach Bradford in West Yorkshire. Von 1990 bis 1992 arbeiteten sie in den Bildhauerateliers in Dean Clough. Die Zeit in Bradford hatte tiefgreifende Auswirkung auf ihre künstlerische Entwicklung und wurde Inspirationsquelle für viele frühe Arbeiten. Später zogen Tim Noble und Sue Webster nach London, wo Noble mit einem Magisterstudium der Bildhauerei am Royal College of Art begann. Es begann der Eintritt des Paares in die Londoner Kunstwelt.
Ihre erste Einzelausstellung, British Rubbish, fand 1996 im Independent Art Space (ISA) statt. Dies führte zur Teilnahme an weiteren Ausstellungen, einschließlich Fool’s Rain 1996 im ICA, wo sie ihre erste Lichtskulptur Excessive Sensual Indulgence zeigten.
Während sie 1997 ihren Lebensunterhalt mit Arbeit für die Künstler Gilbert und George verdienten, entwickelten sie ihre Bildsprache: Sie experimentierten mit Ansammlungen persönlicher Gegenstände und Hausmüll. Daraus entstand ihre erste Schatten-Skulptur Miss Understood & Mr. Meanor. Diese Arbeit wurde Teil ihrer Solo-Ausstellung Home Chance, im eigenen Londoner Atelier in der Rivington Street. Die Ausstellung zog viel Publikum an, darunter Charles Saatchi, der zwei der drei gezeigten Werke kaufte.
Arbeiten der Künstler wurden in London in die Ausstellungen Statuephilia – Contemporary Sculptors im Britischen Museum, 2008–2009 und in Apocalypse – Beauty and Horror in Contemporary Art an der Royal Academy, 2000, einbezogen. Es folgten Einzelausstellungen in mehreren Galerien in London.
Tim Noble und Sue Webster stellten danach in New York, Paris und Seoul aus. Ihre Arbeiten sind in öffentlichen Sammlungen, einschließlich der National Portrait Gallery in London, dem Arken Museum of Modern Art in Dänemark und dem Solomon R. Guggenheim Museum in New York, vertreten.
Für ihre künstlerischen Leistungen wurden sie 2007 mit dem Arken Preis ausgezeichnet, und erhielten 2009 die Ehrendoktorwürde der Nottingham Trent University, ihrer ehemaligen Kunsthochschule.
Sie werden von der Gagosian Galerie vertreten und arbeiten mit Blain|Southern und deren Berliner Galerie zusammen.

## Arbeiten
Tim Noble und Sue Websters Frühwerk kann in 'Licht-Arbeiten' und 'Schatten-Arbeiten' unterteilt werden, obwohl Webster sie nicht völlig getrennt sieht. Sie sagt:

„Wir haben sie nebeneinander laufen lassen. Es gibt zwei Seiten dieser Werke; die scheinende und die dunkle. Auf eine Art spiegelt das die beiden Persönlichkeiten in uns wider.“

Seit ihrer ersten Zusammenarbeit hat der Einfluss von Musik auf ihre Kunst, vor allem von Punkrock, für sie eine große Bedeutung. Noble sagt:

„Ich glaube, alles, was ein bisschen wie eine Rakete im Hintern ist, alles, was gegen die Routine aufmuckt, gegen die profanen Dinge, die deinen Geist stilllegen, ist eine erfrischende und gute Sache. Punk hat das sehr erfolgreich hingekriegt, er gab Impulse direkt und sofort zu produzieren.“

Webster fügt hinzu:

„Bei unserer Arbeit suchen wir ständig nach irgendetwas, dass uns den Atem verschlägt. Wenn das mit uns passiert, dann haben wir es soweit gepuscht, wie es geht. Wir schauen uns gern alle Möglichkeiten etwas zu produzieren an – das kann sehr einfach oder sehr kompliziert sein. Aber wir sind erst zufrieden, wenn wir beide alles noch mal richtig gut durchgegangen sind.“

Sir Norman Rosenthal, der frühere Ausstellungssekretär der Royal Academy, schreibt:

„Auf der unmittelbarsten und wichtigsten Ebene symbolisiert die Arbeit von [Tim] Noble und [Sue] Webster ein Künstlerpaar, das wirklich vernarrt und total verliebt ineinander ist. Als Künstler wollen sie nur sich selbst darstellen, entweder von Geröll umgeben oder von Persiflagen zeitgenössischer Leuchtreklamen. Eine anti-ästhetische Anstößigkeit beherrscht die Oberfläche ihrer Kunst.“

## Schatten-Skulpturen
Die Schatten-Skulpturen bestehen aus vielfältigen Materialien wie Hausmüll, Schrott und toten Tieren. Diese Ensembles verwandeln sich durch scharfe Beleuchtung in treffende Selbstporträts der Künstler. Webster kommentierte ihre Schatten-Arbeiten wie folgt: “Unsere Arbeit ist unglaublich unsozial. Es muss völlige Dunkelheit geben, um das Licht geben- und es dann wieder wegnehmen zu können.”
Ihre erste Schatten-Skulptur, Miss Understood and Mr Meanor, 1997, entstand durch das Experimentieren mit einem Haufen persönlicher Gegenstände und Hausmüll. Die Silhouetten entstehen durch Leuchten, die auf Müllklumpen gerichtet sind und unter anderem aus zerbrochenen Sonnenbrillen und alten Buttons für Rockbands bestehen. In diesem bestimmten Werk sind die Köpfe der Künstler abgetrennt und auf Pfählen aufgespießt. Die Arbeit wurde 2004 zusammen mit einer Reihe von anderen Werken aus der Saatchi-Sammlung bei einem Brand im Momart Kunstlager zerstört.
Mit ihren Schatten-Skulpturen gelang ihnen eine Fusion des Abstrakten und Gegenständlichen – ein Unterfangen, das schon Leute wie Jackson Pollock, Willem de Kooning und Francis Bacon umtrieb. Mit ihrer zweiten großen Schatten-Skulptur, Dirty White Trash (with Gulls), 1998, wurde dies noch deutlicher. Die innovative Idee von Miss Understood und Mr Meanor wurde hier noch erweitert. Diese Arbeit besteht aus einer neuen Art von Selbstporträt. Sie wurde aus dem Müll der Künstler von sechs Monaten geformt, aus den Resten von allem, was sie während dieser Zeit (ver)brauchten, um zu überleben. Eine einzelne Lichtquelle beleuchtet die Müllhaufen und wirft ein Schatten-Porträt an die Wand, das die verwendeten Materialien scharf kontrastiert: Die Künstler, Rücken an Rücken aneinander gelehnt, bei einem Glas Wein und einer Zigarette.
Jeffrey Deitch, Direktor des Los Angeles Museum of Contemporary Art, schreibt:

„‚Dirty White Trash (with Gulls)‘ ist ein Zusammenfluss von Schönheit und Schmutz, Form und Anti-Form. Es ist ein Kunstwerk, gemacht aus dem Prozess seiner eigenen Entstehung, eine Verkörperung formalistischer Logik. Gleichzeitig ist es eine Negation von allem, wofür Formalismus steht. Der Künstler steht im Mittelpunkt der Arbeit. Es ist bewusst unterhaltsam und schwelgt in seiner eigenen Theatralik.“

Eine weitere Arbeit, British Wildlife, entstand, nachdem Nobles Vater im Jahr 2000 starb. Seine Tierpräparat-Sammlung, bestehend aus sechsundvierzig Vögeln, vierzig Säugetieren und zwei ausgestopften Fischen, darunter ein kompletter Schwan und sogar Tims Krähe – ein Haustier aus seiner Kindheit – wurde hier verarbeitet. Der Schatten dieser Masse von Tieren bildet passend die Büsten von Tim und Sue in einer Pose der Trauer.
Im September 2000 wurden sie zur Teilnahme an Apocalypse eingeladen, der Folgeausstellung der Royal Academy zur berüchtigten Sensationsschau des Jahres 1997. Hier präsentierten sie The Undesirables, bestehend aus einem Berg Schutt aus der Umgebung von Tim und Sues Zuhause, über dem ein Schattenbild der Künstler schwebt. Die Ausstellung eines riesigen Müllhaufens in einem der größten Galerieräume der Royal Academy war absichtlich radikal und schockierend – geschaffen, den Kunstbegriff der Besucher in seinen Festen zu erschüttern.
Im Jahr 2006 gab es eine Ausstellung ihrer Arbeiten im Freud Museum mit dem Titel Polymorphous Perverse. Black Narcissus, eine Skulptur aus schwarzen Silikon-Abgüssen von Websters Fingern und Nobles Penis in verschiedenen Stadien der Erregung, wurde in Sigmund Freuds Arbeitszimmer neben einer Büste von Freud selbst platziert. Angeleuchtet projiziert die Skulptur ein Doppel-Porträt der Künstler im Profil und zeigt, wie Sexualität unsere Wahrnehmung der Wirklichkeit widerspiegelt.
Eine weitere Arbeit, Scarlett, 2006 (siehe unten – 'Andere Arbeiten (Auswahl), und Video unter 'Weblinks'), war ein "Arbeitstisch mit zahlreichen bizarren mechanischen Spielzeugen, die scheinbar gerade erschaffen werden. Ein alptraumhaftes Arrangement unterdrückter sexueller und sadomasochistischer Fantasien und Transgressionen."

## Licht-Skulpturen
Die Licht- und Schatten-Skulpturen wurden parallel erstellt und bestehen aus computergesteuerten, ständig blinkenden Glühbirnen, die häufig simultan Liebes- und Hass-Botschaften aussenden. Die Skulpturen nehmen Bezug auf Popkultur-Symbole Englands und Amerikas, sie erinnern an Karneval und Hinweisschilder, die typisch für britische Küstenregionen der Arbeiterklasse, für Piccadilly Circus, für Las Vegas und den Times Square sind.
Wie fast alle ihre Arbeiten sind viele der Licht-Skulpturen absichtlich widersprüchlich und sollen gegensätzliche Gefühle beim Betrachter erzeugen. Bei ihrer frühen Lichtskulptur Toxic Schizophrenia, 1997, ist dies mit Sicherheit der Fall. Das permanent blinkende, von einem Messer durchbohrte Herz, vereint ein christliches Symbol mit einem klischeehaften Rock 'n' Roll Tattoo. Wie bei den Schattenskulpturen ist die Arbeit von Dualität durchzogen; sie repräsentiert Romantik und Schmerz, Liebe und Hass, Freundschaft und Entfremdung, das Negative und das Positive.
Bei der späteren Arbeit Sacrificial Heart von 2008 schwingen ähnliche Widersprüche mit: Die plastische und rotierende Version von Toxic Schizophrenia wirkt wie die früheren Arbeiten, sowohl abstoßend, als auch seltsam
anziehend. Toxic Schizophrenia (Hyper-Version) war ihre erste dauerhafte Kunst im öffentlichen Raum, die im Mai 2009 am Museum of Contemporary Art in Denver enthüllt wurde.
In den Werken der Ausstellung Instant Gratification, die Gagosian Beverly Hills im Jahr 2001 zeigte, gab es Widersprüche und Ironie im Überfluss. Die sechs Meter lange Neuauflage von Forever aus dem Jahr 1997 steht mit den früheren Reisen der Künstler nach Las Vegas in Verbindung und spielt mit traditionellen Konnotationen des Wortes „Forever“, und die „ewig“ blinkenden Lichter verstärken diese Idee.
Mit A Pair of Dollars versuchten sie sich an einer ironischen Antwort auf den Kunstmarkt und Kunstmessen. Noble beschrieb das Kunstwerk als absichtlich „vulgär“, damit es ihren Unmut mit dem System des Kunstmarkts zum Ausdruck brächte. Inzwischen musste er allerdings, bedingt durch den großen Erfolg des Werkes, das Scheitern seiner Ironie einräumen.
Puny Undernourished Kid & Girlfriend from Hell stellen eine weitere Rückkehr zu früheren Arbeiten dar. Sie basieren auf comicartigen Zeichnungen, die Noble und Webster voneinander zehn Jahre zuvor gemacht hatten. Auf den großen Neonfiguren befinden sich Neonlicht-Tattoos mit von Punkrock beeinflussten Kraftausdrücken.

## Metall-Skulpturen
The Crack aus dem Jahr 2004, gehört zu einer Reihe geschweißter Metall-Skulpturen, die auf den ersten Blick wie abstrakte Werke in der Tradition von David Smith und Anthony Caro erscheinen, obwohl sie tatsächlich als eine Umkehrung von Abstraktion in Figuration funktionieren.
Mit seiner langen, säulenähnlichen Form ist The Crack möglicherweise das am schwierigsten zu entziffernde Schatten-Werk der Künstler. Anstatt sich, wie bei anderen Werken von Tim Noble und Sue Webster, auf schwarze Silhouetten an der Wand konzentrieren zu können, muss der Betrachter seine Aufmerksamkeit auf die weiße Fläche um den Schatten herum richten. Dies offenbart dann die nackten, einander gegenüber positionierten Körper der Künstler. Diese Herausforderung an die Wahrnehmung erinnert an Ernst Gombrichs Abhandlung zur Wahrnehmung in seinem 1960 erschienenen, Buch „Kunst und Illusion“.

„‚The Crack‘ zeigt im ersten Moment eine abstrakte Form, die vielleicht an eine heroische Berglandschaft mit Rissen und Schluchten wie von Clifford Still erinnert. Und allmählich beginnen wir die nackten Profile unserer Freunde in voller Länge zu erkennen, wie sie sich einander nähern, wie ihre Brustwarzen sich berühren, als ob sie wieder im Begriff sind zum millionsten Mal Liebe zu machen.“

## The New Barbarians
Im Jahr 1997 beauftragten Tim Noble und Sue Webster einen Bildhauer von Madame Tussauds, ihnen dabei zu helfen, eine lebensgroße Skulptur von sich selbst als Australopithecinen anzufertigen. Die Arbeit heißt The New Barbarians, basiert auf einem Diorama im Amerikanischen Naturkundemuseum in New York und zeigt eine Rekonstruktion zweier Vorfahren der menschlichen Spezies. Die Künstler produzierten eine Version dieser Figuren mit ihren eigenen Gesichtszügen. Die Skulpturen stehen so isoliert im Raum, als wäre dieser unendlich. Ihre Haarlosigkeit weckt widersprüchliche Assoziationen; sie könnten die ersten oder die letzten Menschen sein, Höhlenmenschen oder die Überlebenden einer nuklearen Katastrophe. So setzt die Arbeit die widersprüchlichen Künstlerthemen Vergänglichkeit und Unsterblichkeit fort. Ein Jahr nach Beginn der Arbeit an The New Barbarians fertigten die Künstler eine andere Version der Skulptur, genannt Masters of the Universe an (1998–2000). Sie verwendet das gleiche plastische Modell wie in der früheren Arbeit, dieses Mal allerdings mit Haaren bedeckt.

## Electric Fountain
Der über 10 Meter hohe Electric Fountain, besteht aus Stahl, Neonröhren und 3390 LED Lampen. Er wurde im Februar 2008 am Rockefeller Plaza in New York ausgestellt. Das monumentale Werk erinnert an die Bellagio Fontänen in Las Vegas, und ähnlich Toxic Schizophrenia (Hyper Version), bezieht es sich auf ihre erste Lichtskulptur Excessive Sensual Indulgence. Es zeigt einen Pop-Brunnen, dessen kaskadierende Blinklichter den Eindruck fließenden Wassers erzeugen.
Electric Fountain (siehe Videoclip unter 'Weblinks' unten) ist eine Annäherung der Künstler an die weltweit älteste Form der Kunst im öffentlichen Raum – dem Brunnen. Webster meint:

„Electric Fountain ahmt die Tradition eines Brunnens als Baudenkmal, wie man sie auf öffentlichen Plätzen in der ganzen Welt findet, nach.  Aber seine Magie liegt in der Emulation von Wasser durch Licht.“

Der Brunnen verkörpert häufig präsente Themen in der Arbeit des Duos und kann sowohl als Hommage an zeitgenössische Kultur gesehen werden, als auch eine zweideutige Bemerkung über die Konsumgesellschaft sein.

## The Dirty House
Im Jahr 2001 kauften Tim Noble und Sue Webster eine baufällige Möbelfabrik aus dem frühen zwanzigsten Jahrhundert im Londoner East End, die sie zu ihrem Atelier machten. Die Künstler beauftragten David Adjaye, das Gebäude zu gestalten, das er mit Verweis auf das Material vieler ihrer Werke The Dirty House taufte. Das ursprüngliche Mauerwerk wurde dunkelbraun angestrichen, mit zwei Reihen Fensteröffnungen und einem „schwebenden“ Dach versehen, das sich über der oberen verglasten Ebene und den versenkten Terrassen erhebt.

## Trivia
Tim Noble und Sue Webster heirateten am 7. Juni 2008.

## Interviews mit Tim Noble and Sue Webster
- Kopenhagen.dk, March, 2007 (Englisch)

## Artikel
- Nightmares at the museum; psychoanalyst and author Darian Leader praises a perverse new installation at the Freud Museum, Time Out, December 13, 2006
- 'Two by Two', Art in America, 2008 (PDF; 595 kB)
- 3 Coins Might Short Out This Fountain New York Times, February, 2008

## Bibliographie (Auswahl)
- Instant Gratification. Text by Larry Johnson, The Beacon Press, 2001, ISBN 1-880154-64-1.
- Tim Noble and Sue Webster: The Joy of Sex. Texts by Mark Fletcher and Tina Kim, Kukje Gallery, 2005, ISBN 89-955477-4-X.
- Wasted Youth Essays by Norman Rosenthal and Jeffrey Deitch, Rizzoli International Publications, 2006, ISBN 0-8478-2816-6.
- Polymorphous Perverse. Texts by Linda Nochlin and James Putnam, Other Criteria, 2008, ISBN 978-1-904212-24-9.
- British Rubbish. 2011